# Territorialismo de Agelaius phoeniceus
El tordo sargento (Agelaius phoeniceus) es un ave perteneciente a la familia de los ictéridos, dentro del orden de los paseriformes, en la que los machos normalmente consiguen un territorio por primera vez a los dos o tres años de edad. Rara vez machos subadultos establecen territorios temporalmente por dos o tres semanas. Las parcelas pueden hallarse tanto aisladas como contiguas, y sus límites están bien definidos y se mantienen a lo largo de la temporada reproductiva. Su forma y tamaño son altamente variables y dependen del tipo de vegetación y hábitat, cercanía a árboles y densidad de población. Aunque suelen alimentarse fuera de sus dominios, durante el período de cópulas los machos pasan casi todo el día dentro de ellos.
El establecimiento de un territorio es clave, pues los machos no territoriales son responsables de un bajo porcentaje de las fecundaciones. La intensidad de la competencia se ve reflejada en el alto número de intrusiones a las parcelas de los machos propietarios, lo que los obliga a pasar buena parte de su tiempo alejando a machos no territoriales de sus dominios. Sin embargo, las disputas agresivas por los territorios son infrecuentes. Por lo general, los machos territoriales vencen a sus contendientes en los pacíficos retos de exhibición del plumaje y en las menos habituales peleas agresivas, y existen diversas hipótesis que intentan dar cuenta de este fenómeno. Cuando se encuentran en sus parcelas, los machos territoriales exponen enteramente sus manchas alares rojas bordeadas de amarillo en la parte inferior en exhibiciones sexuales o territoriales, mientras que los no territoriales suelen mantenerlas ocultas al inmiscuirse en algún territorio ajeno. Pueden ser muy agresivos al defender sus dominios de la intrusión de una variedad de aves y mamíferos.
La enorme mayoría de los machos obtiene una parcela por primera vez al tomar posesión del territorio de un macho territorial que no haya sobrevivido al invierno. Asimismo, pueden establecerse en espacios ya ocupados a través de un proceso gradual y persistente. En otras ocasiones, invaden parcelas en presencia de sus dueños simplemente haciéndose presentes en el área y permaneciendo allí a pesar de los ataques recibidos. En ciertas oportunidades, sin embargo, demuestran dominancia inmediata sobre el residente. En los casos en los que dos machos con territorios adyacentes regresan al mismo sitio un segundo año, los límites territoriales a menudo se ajustan a los del año anterior.
Por su parte, una de las principales tareas de las hembras consiste en la defensa agresiva del área contra la intrusión de otras hembras. Al principio, intentan defender una gran porción de los dominios del macho, pero a medida que su ciclo reproductivo progresa su atención se vuelca al nido y a un área circundante mucho menor. Las nuevas hembras ocasionalmente se abren camino a una parcela por medio de la perseverancia, las amenazas y las peleas.

## Forma y límites de los territorios

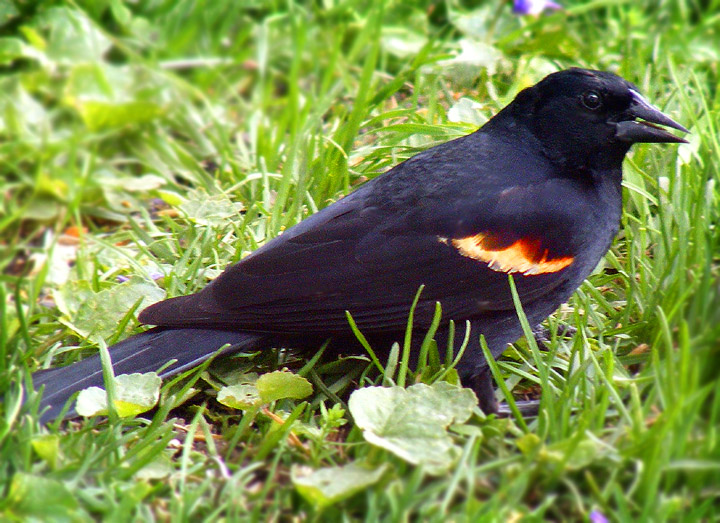
Fotografía de un macho con las manchas alares ocultas.

Los territorios de los machos pueden hallarse tanto aislados como contiguos a otros. En un estudio en las cercanías de Madison (sur de Wisconsin) en el que entre otras cosas se investigó el establecimiento, conservación, tamaño y estructura de las parcelas de los machos, se descubrió que estas podían ser aproximadamente cuadradas, rectangulares, circulares o altamente irregulares. Parecía probable que la presencia de una percha alta tuviera cierta influencia sobre su forma. Casi todos los territorios incluían un árbol y varios machos ubicados en el centro del pantano estudiado tenían parcelas con largas prolongaciones hacia los árboles a lo largo de los márgenes. Cada vez que una rama de árbol era dispuesta artificialmente entre las totoras (Typha spp.) en los dominios de un macho, este la utilizaba rápidamente como percha.
Los límites de los territorios están bien definidos y se mantienen a lo largo de la temporada reproductiva; se respetan incluso durante las ausencias temporales del propietario, aunque las invasiones son más frecuentes entonces. Los machos territoriales ocasionalmente invaden parcelas ajenas para ahuyentar machos adultos extraños y de un año de edad —los cuales rara vez toman posesión de una territorio—, participar en persecuciones de hembras y atacar a depredadores. El desplazamiento por parte de una hembra de los dominios de un macho a los de otro constituye una de las pocas circunstancias bajo las que los machos transgreden persistentemente los límites territoriales. En algunas oportunidades, el macho que reclama a su compañera regresa a su parcela antes que el dueño de aquel al que voló la hembra tenga oportunidad de repelerlo. El macho invasor parece demostrar signos de reconocimiento de los «derechos territoriales» de su vecino, pues cuando se acerca a la hembra lo hace con las manchas de sus alas ocultas y sin exhibirse, siendo que cada vez que vuelve a su propio territorio inmediatamente canta exponiendo las manchas de sus alas completamente.

## Tamaño y hábitats de los territorios

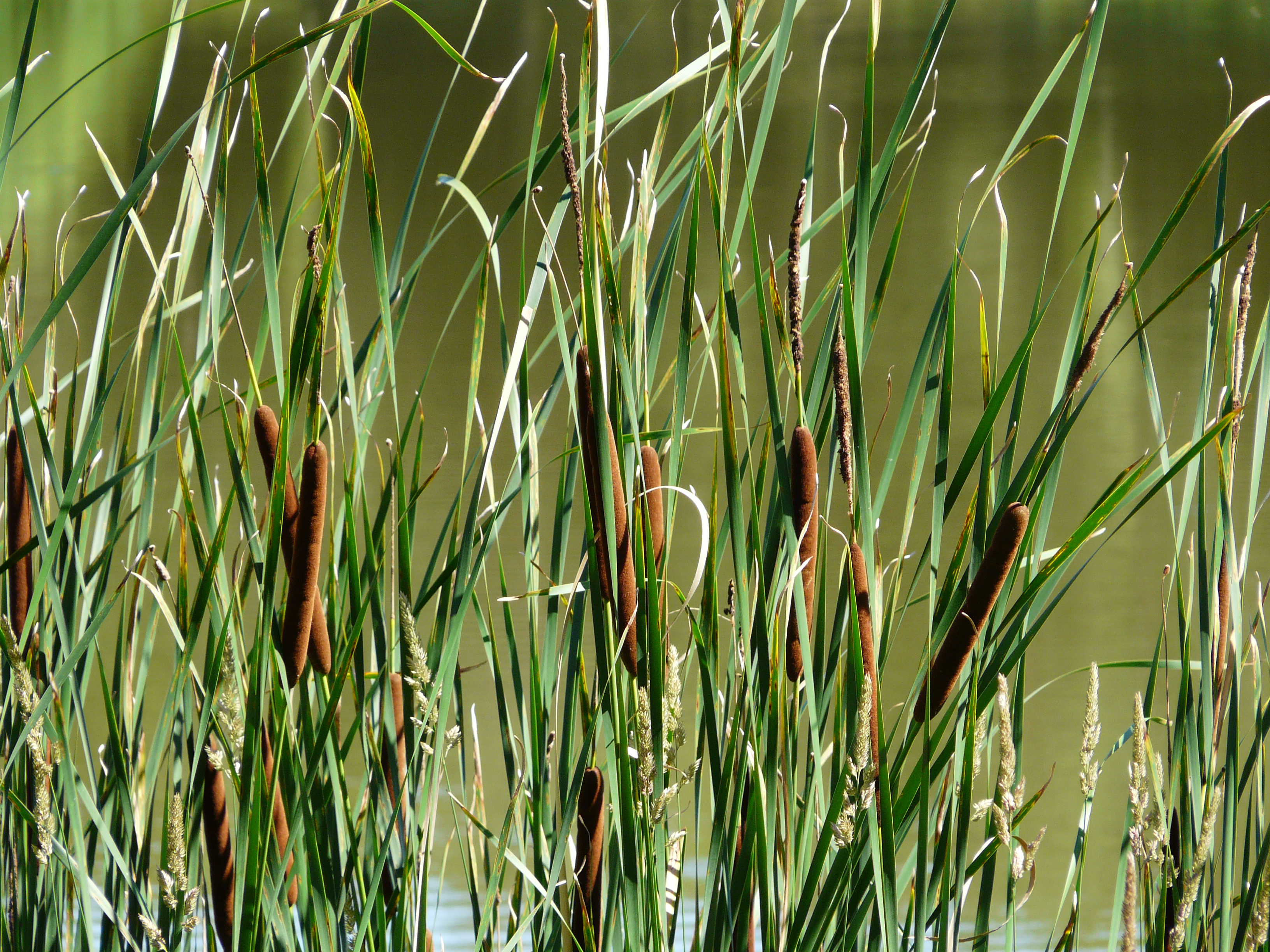
Totora común (Typha latifolia). La superficie de los territorios en humedales disminuye en la medida en que aumenta la proporción de Typha spp.

El tamaño de los territorios varía enormemente según la calidad del hábitat, y por lo general está negativamente relacionado con la densidad poblacional. En las cercanías de Madison, la superficie de las parcelas parecía afectada por la presión de los otros machos. Los nuevos residentes, especialmente aquellos en áreas bien pobladas, a menudo defendían dominios muy pequeños. Estos podían crecer repentinamente gracias a la desaparición de un macho adyacente o gradualmente como resultado de una agresión persistente. Allí el tamaño promedio de diecisiete territorios de machos bien establecidos era de 330 m², siendo de 124 y 583 m² el más pequeño y el más extenso de ellos respectivamente. En el sudoeste de Míchigan, la extensión media de las parcelas de veintitrés machos era de 402 m². Por otro lado, en Utah se encontraron territorios mucho mayores: 2936 m² en promedio, 1606 m² para el más pequeño y 4265 m² para el más grande. En el este de Ontario, parcelas a los costados de autopistas tenían una superficie media de unos 6000 m², con un máximo de aproximadamente 29 000 m².
En un estudio en el condado de Washtenaw (sudeste de Míchigan), la superficie de los territorios en humedales disminuía en la medida en que aumentaba la proporción de monocotiledóneas de hoja ancha —principalmente Carex spp. de hoja ancha y Typha spp., en contraposición a Carex spp. de hoja angosta, Phalaris arundinacea y Calamagrostis canadensis— y al tiempo que se incrementaba la altura vegetativa general, dos características generalmente deseadas por los tordos sargento durante la temporada reproductiva. A su vez, las dimensiones medias de las parcelas en tierras altas eran generalmente entre 1,5 y 2 veces mayores que las de aquellas en humedales.
El éxito reproductivo de los tordos sargento machos varía en función de la calidad de los territorios. Aquellos que se establecen en pantanos tienden a engendrar una descendencia más numerosa que los que se asientan en campos en tierras altas, en gran parte debido a que generalmente los machos con dominios pantanosos atraen a más compañeras. Sin embargo, a diferencia de lo que pudiera esperarse, los machos que ocupan parcelas en pantanos —hábitat de mayor calidad— no son socialmente dominantes respecto de los que defienden territorios en campos en tierras altas —hábitats de menor calidad—; de hecho, se ha encontrado evidencia de que los machos que se establecen en tierras altas son dominantes respecto de aquellos que se instalan en pantanos. En ocasiones, se establecen en estanques de castores (Castor canadensis), zanjas a los costados de las rutas, e incluso en setos y jardines urbanos.

## Obtención de un territorio

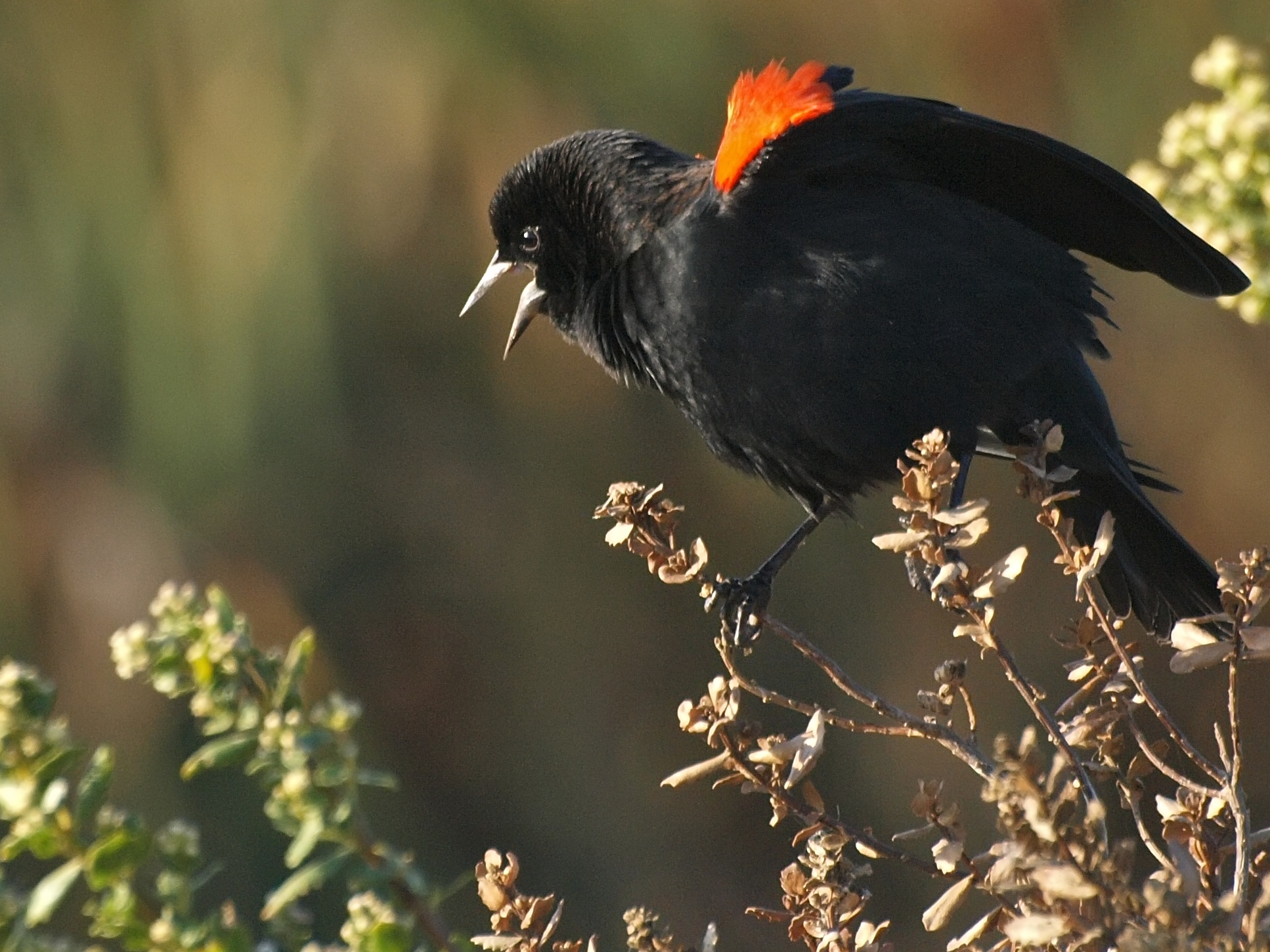
Macho cantando y exhibiéndose.

El establecimiento de un territorio es de enorme importancia para el éxito reproductivo de los machos puesto que aquellos que no consiguen uno representan colectivamente menos del 5% de las fecundaciones. Debido a que entre un 35 y un 80% de los machos reproductivamente competentes no logra hacerse de una parcela cada año, la competencia por estas es intensa. La intensidad de la competencia se debe a la alta tasa de supervivencia anual y a la limitada disponibilidad de hábitats adecuados para la reproducción en gran parte de su área de distribución, y se ve reflejada en el elevado número de intrusiones en los dominios de los residentes —lo que los obliga a pasar buena parte de su tiempo alejando a invasores—, en el inmediato reemplazo de aquellos por parte de otros machos tras removimientos experimentales de los primeros, y en la defensa de territorios en áreas de baja calidad. La adquisición de una parcela puede implicar el desplazamiento de un residente ya establecido.
Los machos normalmente consiguen un territorio por primera vez a los dos o tres años de edad: no suelen reproducirse en su primer año, a pesar de que ya entonces presenten espermatogénesis. Las hembras se reproducen usualmente ya en la primera temporada reproductiva posterior a su nacimiento. Entre los individuos de dos años o más, los machos no territoriales mayores no son más exitosos que los más jóvenes en la eventual adquisición de una parcela. La mayor parte de los machos adquiere un territorio en su tercer año y aproximadamente el 70 % de los que consiguen uno lo retiene por solo uno o dos años.
La importancia de las peleas parece ser limitada en la defensa de las parcelas respecto de otros machos. Las contiendas agresivas por estas son infrecuentes. Una vez que un territorio es ocupado, es raro que su dueño necesite ser agresivo para defenderlo de machos no territoriales debido a que la mayoría de estos esperará a que un residente desaparezca para establecerse como macho territorial en lugar de hacer uso de la agresión para reclamar uno. Las parcelas abandonadas suelen ocuparse de nuevo en pocos minutos —en alrededor de un 10% de los casos, son anexionadas a los dominios de algún macho territorial vecino—, lo que hace pensar que los machos no territoriales que logran adquirir un territorio son simplemente los primeros en descubrir un espacio dejado en desuso.
El establecimiento de parcelas en la primera parte de la temporada reproductiva a menudo ocurre sin peleas ni interacciones debido al reducido número de machos compitiendo. Sin embargo, a medida que más machos aparecen, pueden surgir vigorosas batallas. Algunos machos filopátricos que llegan temprano a las áreas de reproducción tienden a ocupar dominios más grandes que los que tenían el año anterior y se retraen a medida que otros machos arriban y establecen sus propios territorios. Los machos que anteriormente habían conseguido parcelas pequeñas usualmente intentan apropiarse de mayores extensiones y a menudo tienen éxito. La mayoría de las aves, sin embargo, permanece dentro de los límites aproximados de sus antiguos dominios. Los antiguos residentes por lo general se muestran más tolerantes respecto de los invasores que los machos que ocupan un territorio por primera vez.

### Interacciones entre los machos
En los casos en los que dos machos con parcelas adyacentes regresan al mismo sitio un segundo año, los límites territoriales a menudo se ajustan a los de la temporada anterior. Aquellos cuyos dominios no son contiguos pueden no haber desarrollado la tolerancia y el respeto mutuo, posiblemente cultivados en el año previo, característicos de vecinos asentados. Por ejemplo, en un estudio en las cercanías de Madison (sur de Wisconsin), se observó que cuando un residente desapareció y su vecino hacia el norte se desplazó a su territorio, este fue atacado vigorosamente por el vecino hacia el sur del primero, con el cual nunca había tenido contacto. No obstante, los machos bien establecidos se encuentran sobre los límites territoriales a lo largo de la temporada reproductiva.
Los machos con parcelas adyacentes parecen exhibir una tendencia a enfrentarse en puntos bastante definidos sobre el límite de sus territorios, principalmente cuando arbustos o árboles proporcionan perchas más altas. Normalmente estas confrontaciones no pasan a mayores, pero en ocasiones se producen peleas bastante serias. Los encuentros de este tipo surgen principalmente de los movimientos y comportamiento de las hembras residentes, que suscitan reacciones sexuales por parte de los machos colindantes. Rara vez un macho interfiere cuando su compañera es atacada agresivamente por un vecino, pero cuando este se acerca al límite territorial con una respuesta sexual obvia inmediatamente se encontrará con un macho en guardia.
Los machos territoriales se familiarizan con las habilidades competitivas de sus vecinos a través de interacciones regulares con ellos y de la observación de contiendas entre los propietarios de dominios aledaños e intrusos. Aquellos cuyas habilidades competitivas son percibidas como pobres sufren un mayor grado de agresión por parte de machos territoriales colindantes, y son más proclives a perder parte de sus parcelas en favor de ellos. De hecho, cuando un intruso se posa sobre un territorio ocupado y el propietario no lo ahuyenta inmediatamente, sus vecinos invaden con frecuencia la parcela en cuestión, se posan cerca del forastero y no se marchan sino hasta que el dueño del territorio lo haya repelido.
A pesar de que el tamaño corporal y el de la mancha alar estén relacionados con las posibilidades de éxito en interacciones agresivas entre individuos en cautiverio, en la naturaleza los machos territoriales no difieren de los no territoriales en ninguno de esos dos aspectos. Sin embargo, cuando se encuentran en sus dominios, los machos territoriales exponen enteramente sus manchas en exhibiciones sexuales o territoriales, mientras que los no territoriales suelen mantenerlas ocultas al inmiscuirse en parcelas ajenas. La ventaja de poder cubrir señales agresivas como las manchas alares en esta especie radica en la posibilidad de esconderlas cuando su exhibición es inapropiada y de enseñarlas cuando es oportuno. Así, los machos no territoriales que ocultan sus manchas alares al invadir un territorio son capaces de evitar suscitar una fuerte respuesta agresiva, pudiendo exhibirlas inmediatamente si logran establecer uno propio.

### Maneras de obtener un territorio
Si bien algunos machos territoriales son remplazados durante la temporada reproductiva, la enorme mayoría de ellos obtiene una parcela por primera vez al ocupar el lugar de un anterior residente que no haya sobrevivido al invierno. Asimismo, los machos pueden establecerse en dominios ya ocupados a través de un proceso gradual y persistente que implica una serie de conductas. El recién llegado vuela bajo sobre algún territorio ajeno moviendo las alas lentamente, alternando planeos y batimientos alares. A veces, mientras planea sobre la parcela, mira hacia atrás sobre el hombro hacia el propietario. Como intentando ponerlo a prueba, vuela constantemente en dirección al macho territorial provocándolo a perseguirlo y, cuando esto sucede, se retira o lo evita y vuela en círculos sobre el territorio, cambiando de velocidad y a veces planeando. De esta manera, el intruso conduce al residente más y más alto, siempre en círculos, a veces hasta que alcanzan varias decenas de metros y en ocasiones lejos de la parcela. A menudo, durante el vuelo, el retador picotea al propietario y viceversa. El macho territorial intenta mantenerse sobre el otro, alternadamente planeando y volando coordinadamente con él, hasta que uno u otro logra separarse. Luego el intruso vuela a otro lado o bien de regreso al territorio y el vuelo comienza nuevamente. Los machos nuevos pueden desafiar a varios residentes o incursionar en sus dominios como intentando encontrar un oponente adecuado. Varios individuos pueden perseguir simultáneamente a un recién llegado desafiante.
En ocasiones, los machos invaden parcelas en presencia de sus dueños simplemente haciéndose presentes en el área y permaneciendo allí a pesar de los ataques recibidos. En ciertas oportunidades, sin embargo, demuestran dominancia inmediata sobre el propietario, exhibiéndose en sus perchas favoritas, atacándolo ferozmente cada vez que este intenta ingresar a su territorio y persiguiéndolo para ahuyentarlo, incluso cuando se trate de un macho territorial bien establecido que haya estado en poder de esos dominios durante más de un mes y ocupado la misma parcela a lo largo de más de cinco temporadas. También se ha observado a un recién llegado apropiarse de una parte del territorio de un residente en la que una hembra ya había construido su nido. La hembra permaneció con su nido y luego copuló con el nuevo macho para su segunda nidada. Tras la pérdida de parte de sus dominios en manos de este, el primero aún demostró interés en la que había sido su compañera durante algunas semanas, pero finalmente su actitud hacia ella se volvió hostil.

## Comportamiento de los machos territoriales y no territoriales

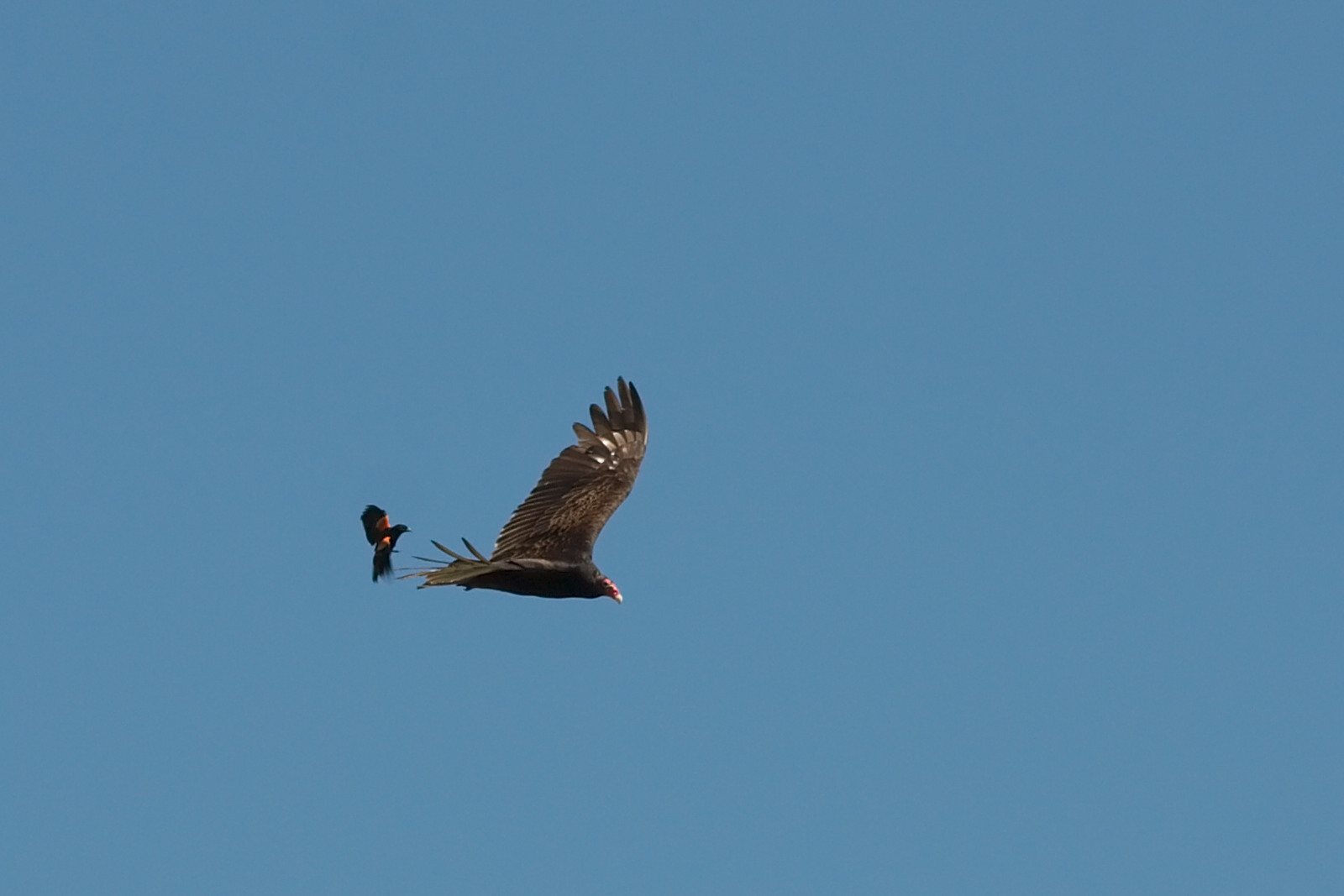
Macho atacando a un buitre americano cabecirrojo (Cathartes aura).

Durante el período de cópulas, los machos permanecen en sus territorios el 94 % del día. Se alimentan regularmente fuera de ellos a lo largo de la temporada reproductiva, pero estas ausencias son breves. Cuando aún no están listos para emparejarse, repelen de sus parcelas incluso a las hembras. Es raro que un macho cambie de territorio durante la época de reproducción, debido a que son poco comunes las muertes entre los propietarios —tanto por inanición como por depredación— en esta parte del año, lo que restringe la cantidad de territorios que se vuelven disponibles. Por otro lado, los machos no territoriales se desplazan sobre amplias áreas geográficas: pocos permanecen en las cercanías de un territorio dado por más de un día. Experimentos de removimiento sistemático de las aves de sus territorios sugieren que la población extra de machos que se encuentra presente en los pantanos antes de las cópulas desaparece después de las mismas.

### Agresividad interespecífica

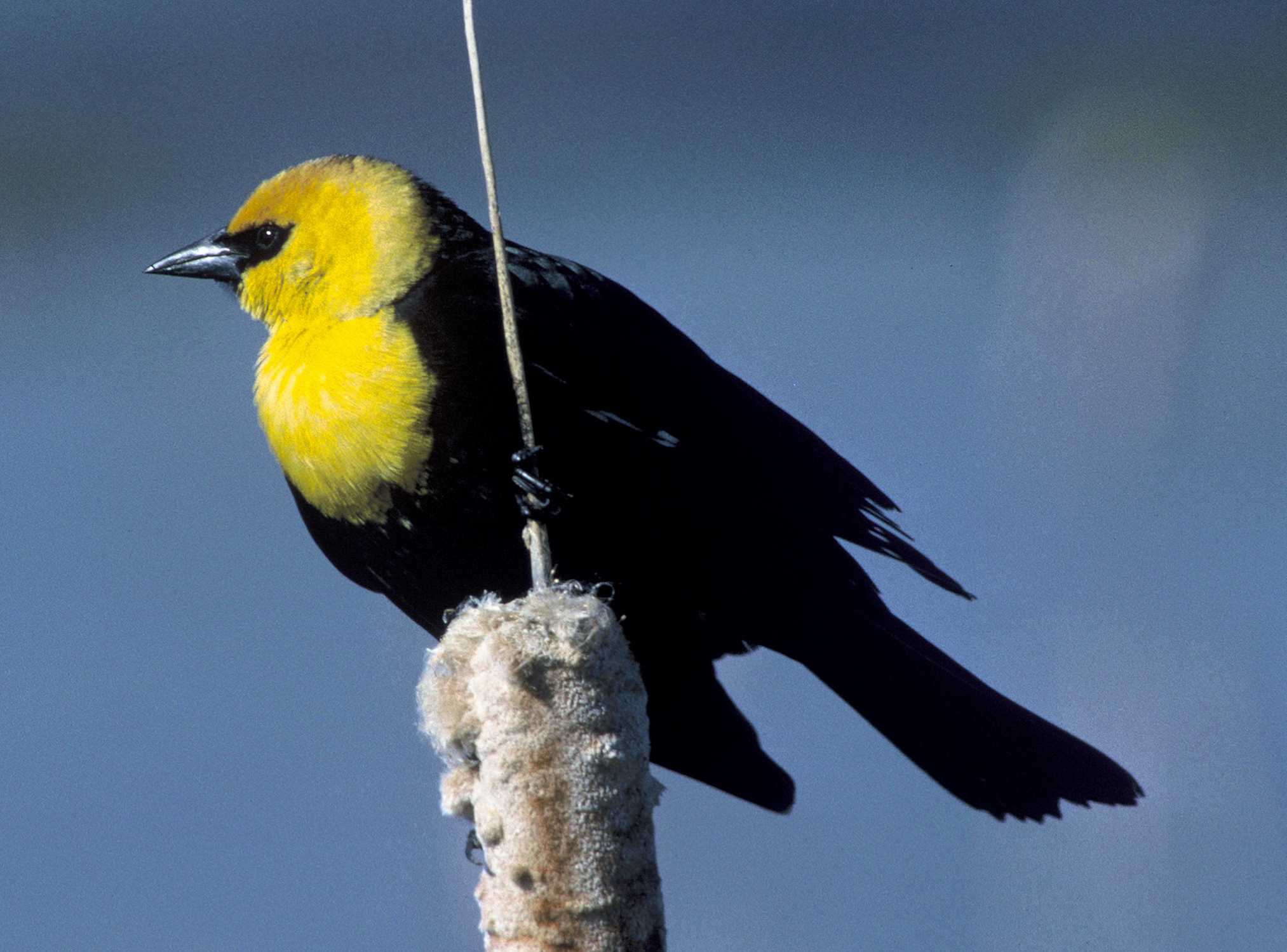
Tordo cabeciamarillo (Xanthocephalus xanthocephalus) macho. Los machos de esta especie y los de tordo sargento son mutuamente agresivos.

El tordo sargento puede ser muy agresivo al defender su territorio de la intrusión de otras aves: además de a potenciales competidores de su especie, ataca a menudo a tordos tricolores (Agelaius tricolor) y tordos cabeciamarillos (Xanthocephalus xanthocephalus), e incluso a aves de mucho mayor tamaño como cuervos americanos (Corvus brachyrhynchos), urracas (Pica pica), aves de presa, y garzas, y hasta a mamíferos grandes como ovejas y caballos. Los cuervos, halcones y águilas pescadoras (Pandion haliaetus) son a veces perseguidos mucho más allá de los límites de los territorios. Mientras que en ocasiones los tordos cabecicafé (Molothrus ater) logran depositar sus huevos en nidos de tordo sargento aislados sin ser descubiertos, cuando intentan hacerlo en nidos en colonias son ahuyentados. Los encuentros deliberados con cernícalos americanos (Falco sparverius) probablemente sean poco comunes; no obstante ello, se sabe de triunfos de tordos sargento machos en enfrentamientos pico a pico en medio del aire con individuos de esa especie. Ocasionalmente los tordos sargento machos son desplazados de sus territorios tras la llegada de los tordos cabeciamarillos machos.
Es bien conocida la predisposición del macho a atacar a seres humanos durante la temporada reproductiva. Si una persona se acerca a una colonia reproductiva, incluso a unos treinta metros de ella, este abandonará su percha de vigilancia y volará a su encuentro emitiendo llamados de alarma; se mantendrá suspendido sobre su cabeza y amenazará con atacar, aunque rara vez haga contacto físico. Sin embargo, algunos machos particularmente pugnaces pueden picotear insistentemente a las personas en repetidas embestidas e incluso posarse sobre ellas por un instante.
Se sabe que los individuos de ambos sexos repelen agresivamente a los chivirines pantaneros (Cistothorus palustris), un depredador común en los nidos de esta especie, de los alrededores de sus nidos. Un estudio encontró que los tordos sargento evitaban a los chivirines —que también anidan en pantanos— reproduciéndose entre vegetación más dispersa que la que empleaban estos; resulta más fácil para los tordos sargento defender este tipo de vegetación contra la intrusión de los chivirines. A la inversa, los chivirines parecían preferir la vegetación más densa, en donde probablemente fueran más proclives a evitar la agresividad del tordo sargento. Estas diferencias en la selección del hábitat entre una y otra especie ocasionan una segregación espacial de sus áreas de reproducción. De esta manera, la agresión del tordo sargento hacia el chivirín pantanero produce un territorialismo interespecífico parcial.

### Territorialismo en machos de un año

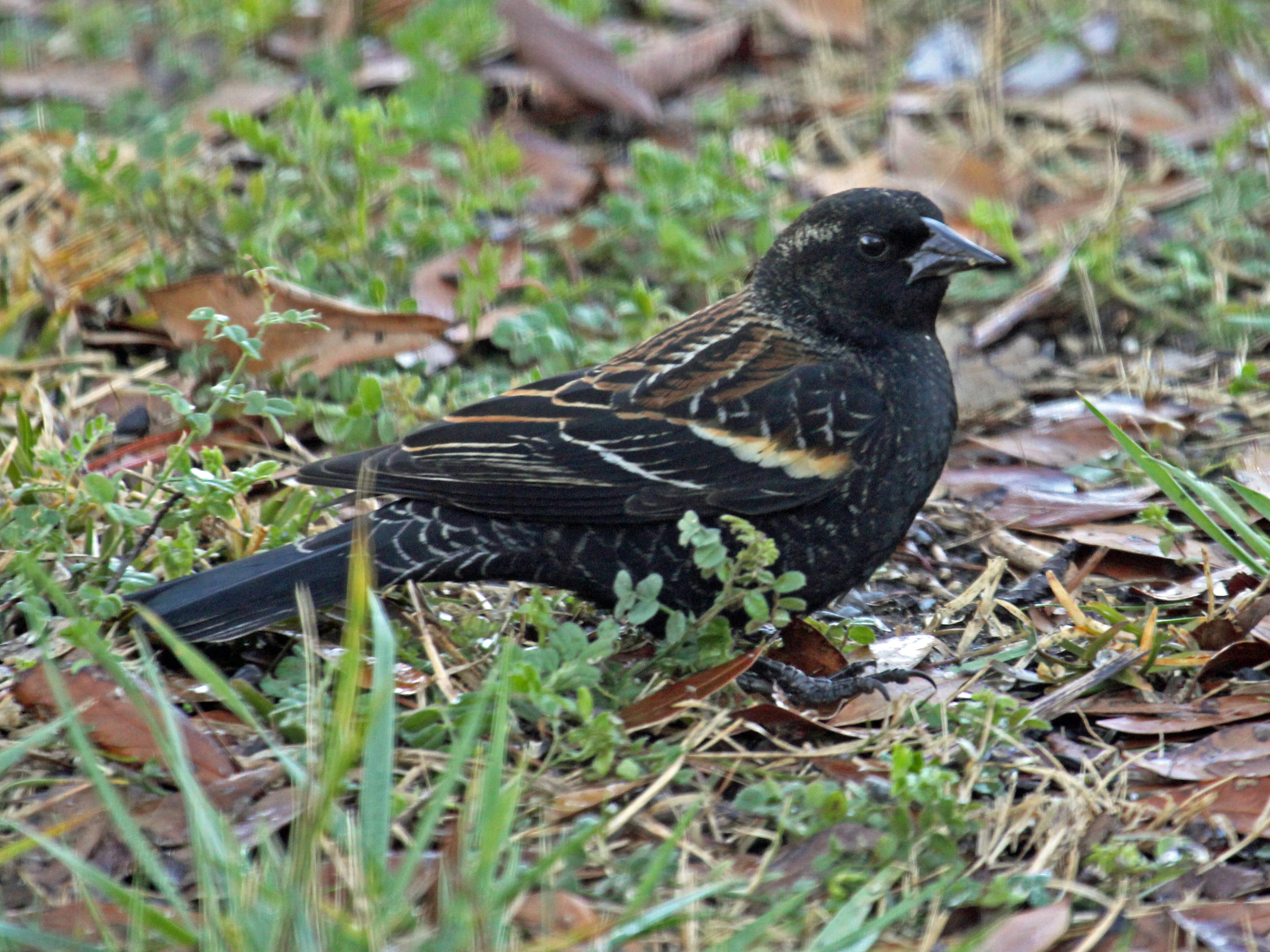
Macho subadulto (de un año de edad) en Carolina del Norte.

En ciertas oportunidades, machos de un año de edad persiguen y atacan a adultos en vuelo, establecen territorios temporalmente por dos o tres semanas realizando las mismas exhibiciones completas de los adultos —a pesar de que su plumaje no sea tan brillante como el de estos— e incluso, raras veces debido a su tendencia a no conservar una parcela por mucho tiempo, consiguen reproducirse con éxito. Cuando en ocasiones machos subadultos logran hacerse de un territorio, es más común que lo hagan en hábitats de inferior calidad. Al intentar los machos de un año acercarse a las hembras, en casi todos los casos ellas emiten un rápido, fuerte y estridente pii-sii-jii-jii-jii, a veces entreabriendo y cerrando rápidamente las rémiges primarias. Los machos residentes generalmente responden volando hacia ellos para ahuyentarlos. Las hembras no son receptivas respecto de estos machos: a menudo escapan de ellos perdiéndose entre las totoras (Typha spp.) cuando aquellos se les aproximan e incluso llegan a picotearlos.
Los machos subadultos a veces se acercan a individuos nacidos esa misma temporada y muestran una actitud que sugiere motivación sexual. Posiblemente se sientan atraídos a los juveniles por la posición que estos adoptan al pedir alimento, que se asemeja mucho a la postura precopulatoria de las hembras. En la mayor parte de las ocasiones, sin embargo, son repelidos incluso por las aves más jóvenes. Se han observado a varios juveniles pidiendo comida a machos adultos y ahuyentando machos de un año inmediatamente después. En algunos casos, no obstante, estos machos logran montar a los jóvenes.

## Comportamiento de las hembras en los territorios

### Agresividad intrasexual femenina

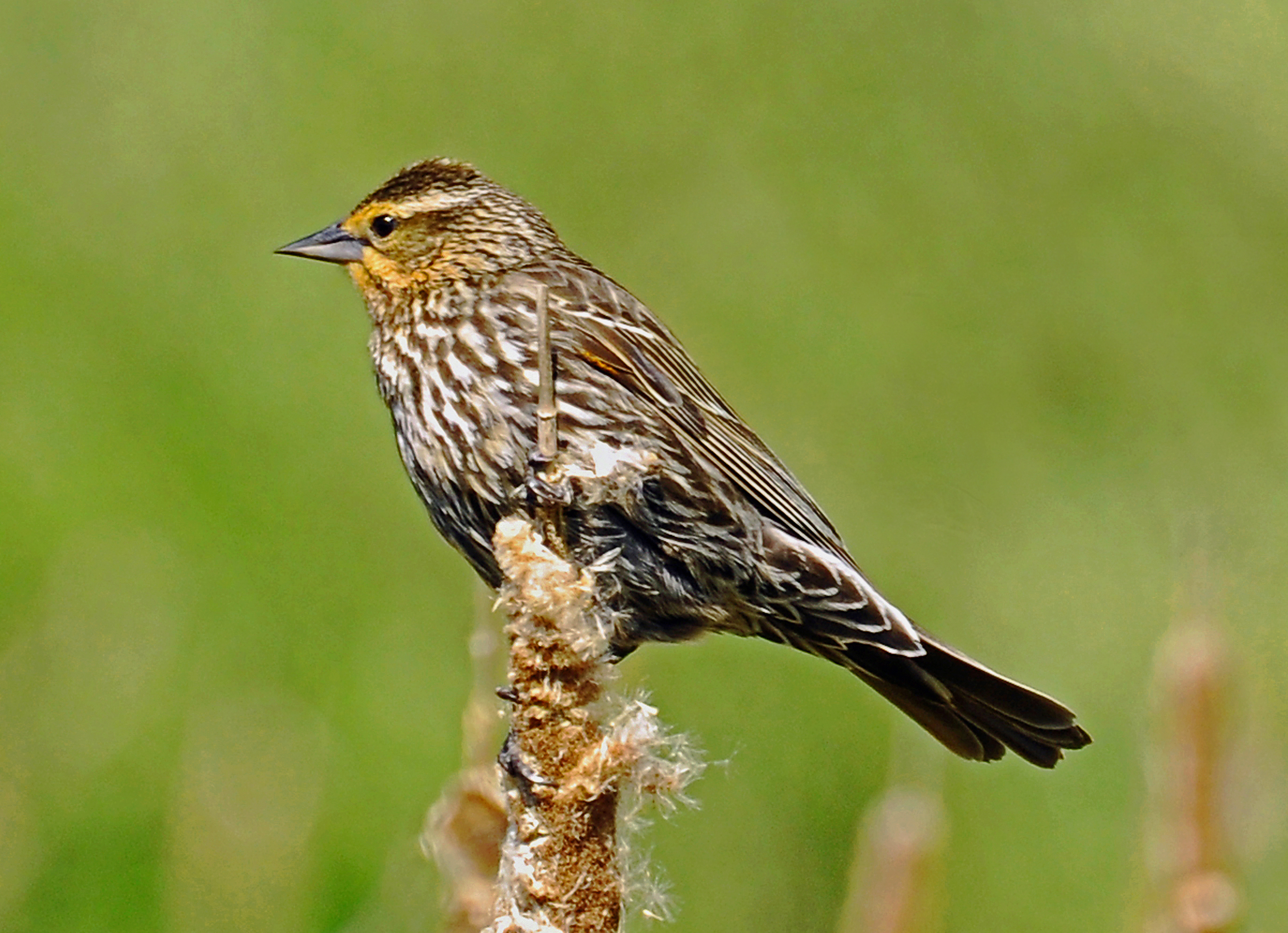
Las hembras residentes intentan repeler a las hembras invasoras.

Las actividades de las hembras establecidas están en gran parte restringidas a los territorios de sus compañeros, principalmente debido a las respuestas agresivas por parte de los machos vecinos, los que por lo general reaccionan con hostilidad frente a las hembras emparejadas con otros machos. Una de sus principales tareas consiste en la defensa del área contra la intrusión de otras hembras. Las residentes intentan repeler a las hembras invasoras haciendo uso de vocalizaciones, exhibiciones y persecuciones agresivas. Reconocen los límites de las parcelas de los machos y defienden subsecciones dentro de estas contra nuevas hembras y compañeras de harén. Las interacciones agresivas, comportamiento territorial e interacciones vocales sugieren que las residentes intentan impedir que otras se unan a los harenes. Sin embargo, existe evidencia de que, a diferencia de lo que sucede entre los machos ―cuyo comportamiento limita la densidad de individuos reproductivos―, los niveles de agresividad exhibidos por las hembras primarias no reducen el tamaño de los harenes de sus compañeros ni incrementan la diferencia temporal entre el momento de iniciación de sus propios nidos y el de las secundarias.
La intolerancia entre las hembras varía considerablemente. Al principio, intentan defender una gran porción del territorio del macho, pero a medida que su ciclo reproductivo progresa su atención se vuelca al nido y a un área circundante mucho menor. Para el momento en que tienen huevos en sus nidos, generalmente han desarrollado una tolerancia mutua dentro de los dominios de su compañero, aunque el sitio del nido sigue siendo vigorosamente defendido. Empero, otras observaciones detectaron un mayor grado de agresividad por parte de ellas hacia modelos de hembras de la misma especie conforme avanzaba la temporada reproductiva, lo cual fue interpretado a la luz de la teoría de la inversión parental. Se sugirió que las hembras incrementarían la intensidad de la defensa de sus polluelos debido a que el costo de remplazarlos sería entonces mayor que antes.
Se ha especulado que la agresión entre las hembras podría deberse a su deseo de asegurarse la porción no compartible de la inversión parental del macho, a saber, su colaboración en la alimentación de los polluelos, en contraposición a la protección de los nidos de la depredación, cuyos beneficios son compartidos entre las distintas compañeras de un mismo macho. Esta hipótesis sostiene que una hembra debería ser más agresiva hacia otra que muestre interés en aparearse con el macho propietario del territorio en el que ella tiene su nido que hacia una que simplemente esté posada en esa parcela. Presentaciones de aves embalsamadas en las cercanías de nidos activos confirmaron dicha predicción, pues las hembras atacaban con una frecuencia significativamente mayor a sus congéneres embalsamadas dispuestas en una postura precopulatoria que a las que se encontraban en una posición normal. El macho dedica la mayor parte de su esfuerzo en la alimentación de los polluelos al nido de su compañera primaria. Por lo tanto, las hembras primarias deberían ser más agresivas que las secundarias y efectivamente fueron aquellas las que atacaron más frecuentemente a los ejemplares embalsamados. Observaciones de campo entre individuos vivos también revelaron que las hembras primarias eran más agresivas que las demás.

### Establecimiento de las hembras
Por otro lado, las hembras recién llegadas habitualmente establecen sus «territorios» sin mucha oposición por parte de las residentes. En parcelas extensas, donde hay más espacio para que las hembras instituyan subdivisiones, los altercados son leves; en territorios más pequeños, las peleas son de mayor magnitud. A veces, al comienzo del establecimiento territorial femenino, la intolerancia entre estas está tan generalizada que se les dificulta a otras ingresar en los dominios de un macho. Las nuevas hembras ocasionalmente se abren camino a un territorio por medio de la perseverancia, las amenazas y las peleas.
El macho a menudo interfiere en esas disputas, atacando invariablemente a su compañera original. Se han observado instancias en que, mientras un macho atacaba a su compañera, que había intentado ahuyentar a una recién llegada, esta última era cortejada y atraída por un macho adyacente desde los límites territoriales, y en que a pesar de que una hembra residente ahuyentase a una recién llegada varias veces y de que el macho observara la escena sin interferir, la nueva hembra perseverara en su regreso y finalmente se asentase en la parccela de aquel. Incluso después de que se desarrolla una tolerancia mutua entre las hembras de un mismo harén, las visitas de estas a nidos ajenos son respondidas con agresividad. Las compañeras de machos colindantes son activamente rechazadas al principio, aunque luego se desarrolla una tolerancia mutua parcial. Cuando las hembras no logran criar una nidada exitosamente, en ocasiones se quedan dentro de los límites de los dominios de su compañero, pero es más frecuente que se trasladen fuera de ellos para volver a anidar.

## Hipótesis sobre la dominancia de los machos territoriales
Por lo general, los residentes vencen a sus retadores en las disputas por la posesión de los territorios. Los biólogos John Maynard Smith y Geoff Parker describieron tres asimetrías entre machos contendientes que pueden determinar el resultado de dichos altercados. La primera asimetría tiene lugar cuando la habilidad para pelear de ambas partes es desigual, es decir, cuando hay una diferencia en el potencial de retención de un recurso (Resource Holding Potential o RHP). En este caso, los individuos que resultan victoriosos lo hacen en virtud de su mayor tamaño, fuerza, etc. Si bien las asimetrías en el RHP parecen ser suficientes para explicar el desenlace de muchas confrontaciones, se tiene poca evidencia de que tales diferencias existan entre machos adultos territoriales y no territoriales en el tordo sargento. En general, las asimetrías en el RHP no parecen dar cuenta de la dicotomía territorial-no territorial en esta especie.
Una segunda asimetría que puede incidir sobre el resultado de las disputas podría ser una asimetría sin correlación alguna. De ser así, los contendientes emplearían alguna regla arbitraria para resolver los altercados, evitando de esta manera incrementar la agresividad. Se asume que un aumento en los niveles de agresividad es indeseable para ambas partes puesto que los dos participantes correrían el riesgo de salir heridos. En las reyertas territoriales en las que no hay asimetrías en el RHP, la teoría sobre la asimetría no correlacionada que propone que «el residente le gana al intruso» es la regla arbitraria usual por medio de la cual los contendientes eluden una mayor agresividad. Es probable que esta regla sea común en la naturaleza. Se ha argumentado que las reglas arbitrarias solo deberían aplicarse a confrontaciones en las que el valor del recurso por el que se compite sea bajo. De este modo, si las desocupaciones de territorios fueran lo suficientemente frecuentes como para que todos los contendientes tuviesen oportunidades de conseguir uno y si los costos de esperar no fueran mayores que los de pelear por la obtención de una parcela, entonces un territorio debería ser un recurso con un valor relativamente bajo. Sin embargo, las poblaciones de tordos sargento a menudo presentan grandes cantidades de machos no territoriales incapaces de encontrar espacios libres. Además, es probable que los machos no territoriales no se reproduzcan. Estos factores posiblemente hagan de los territorios un recurso de alto valor. Se ha sugerido que en situaciones como esta los machos no territoriales deberían convertirse en «forajidos» y estar dispuestos a incrementar la agresividad con frecuencia en lugar de renunciar a la posibilidad de reproducirse. Si este argumento se aplica al tordo sargento, es improbable que asimetrías no correlacionadas determinen el desenlace de los altercados por la propiedad de los territorios.
La alternativa restante para explicar el resultado de las reyertas territoriales es una asimetría en el valor del territorio. En este caso, se presume que los machos territoriales tienen más por ganar que sus retadores si emergen victoriosos de la confrontación y por ello están dispuestos a pelear más ferozmente. Una asimetría en el valor del territorio podría dar cuenta de por qué, cuando no hay evidencia de asimetrías en el RHP, un individuo gana determinada contienda por un recurso valioso.

### Base teórica de la hipótesis de la asimetría de valor
Existen varios factores que contribuyen a una asimetría en el valor de los territorios, los cuales pueden clasificarse en tres categorías. La primera concierne a la cantidad de tiempo que el macho ha estado en posesión del mismo. Los residentes invierten tiempo en el aprendizaje de la ubicación de recursos tales como el alimento o rutas de escape que les permitan huir de los depredadores. A su vez, la experiencia en la parcela puede hacer a los propietarios más eficientes en la defensa de esta. Dichas inversiones dan lugar a una desigualdad en cuanto al conocimiento, la cual convierte al territorio en más valioso para los machos territoriales que para sus retadores.
Una segunda categoría está relacionada con la familiaridad con los vecinos. Los residentes dedican un gran esfuerzo a las disputas por los límites territoriales con machos colindantes, y estas inversiones disminuyen a medida que los vecinos se familiarizan más y más entre sí. Los altercados con machos familiares podrían ser menos costosos que los intentos por renegociar los límites territoriales con un macho no territorial que se establece entre un propietario y su vecino. Incluso los machos adyacentes podrían beneficiarse al cooperar en la expulsión de machos no territoriales que estén intentando asentarse. Como posible evidencia de que tal «cooperación» entre los tordos sargento es beneficiosa, cabe destacar que los machos con uno o más vecinos familiares tienen un éxito reproductivo más alto que aquellos con vecinos desconocidos solamente. Esto implica que un residente podría salir favorecido al ayudar a sus vecinos a conservar sus dominios. De esta manera, un macho con vecinos familiares podría ser capaz de retener su parcela incluso si fuera competitivamente inferior a algunos de sus retadores. Aun en ausencia de cooperación, un macho que ha establecido límites con sus vecinos tiene una ventaja sobre los machos no territoriales al conocer la ubicación exacta de dichos límites. Un nuevo macho en un territorio debería tener que pagar el precio de establecer los límites con cada uno de sus vecinos, lo que le demandaría esfuerzo en disputas para delimitar sus dominios. Así, por estas dos razones, la presencia de vecinos debería hacer a las parcelas más valiosas para los propietarios que para los machos no territoriales.
La tercera categoría de factores que contribuyen a la asimetría en el valor de los territorios se vincula a la inversión reproductiva. Los residentes han invertido en el establecimiento de vínculos de pareja dependientes de la parcela. A su vez, si el propietario ya ha engendrado descendencia y su futuro esfuerzo en la defensa del nido incrementa las posibilidades de supervivencia de sus polluelos, este tendrá más que ganar de la conservación de sus dominios de lo que ganaría un macho no territorial de la ocupación del mismo.

### Evidencia contra la hipótesis de la asimetría de valor
Con el fin de investigar la recuperación de los territorios por parte de propietarios removidos, en un estudio en el sudeste de Ontario se atrapó una serie de machos territoriales, se los mantuvo en cautiverio durante períodos de tiempo variables —dos a treinta días— y se intentó también capturar a sus sucesivos remplazantes hasta que el último de ellos no reaccionara ante el señuelo empleado para atraerlos o hasta que el espacio ya no fuera reocupado por doce días, después de lo cual se le permitía al remplazante «final» tomar posesión de la parcela sin ser molestado. En todos los casos, los remplazantes eran devueltos a sus respectivos territorios antes o al mismo tiempo que el correspondiente residente. En cada instancia en la que un macho liberado reclamaba una parcela en perjuicio de un remplazante final, se trataba del propietario original, excepto en dos oportunidades: en una fue un primer remplazante y en otra, un sexto remplazante. Si bien de todos los machos removidos —residentes y remplazantes— solo los primeros lograban regularmente recuperar el territorio, únicamente tenían éxito aproximadamente la mitad de las veces.

#### Efecto del período de ocupación de un territorio
Si un más prolongado período de ocupación de una parcela da a los machos territoriales una ventaja en cuanto al conocimiento sobre la ubicación de los recursos —y/o sobre sus vecinos—, tal como lo sugeriría la hipótesis de la asimetría en el valor del territorio, entonces ausencias más extendidas de los residentes deberían incrementar las oportunidades de los remplazantes finales de superar estas asimetrías. A su vez, independientemente de las asimetrías en el valor del territorio, una mayor pérdida de peso por parte del propietario derivada de un más extenso lapso en cautividad podría reducir su RHP y, así, sus probabilidades de éxito en el reclamo de sus dominios. Por una u otra razón, un cautiverio más largo del macho territorial debería afectar positivamente las posibilidades de éxito del remplazante final en la conservación de la parcela experimentalmente desocupada. Cada día que un residente pasaba en cautividad y cada día que un remplazante final estaba en posesión del territorio deberían haber beneficiado a este último. Sin embargo, se encontró que ni la cantidad de tiempo que un propietario era apartado de sus dominios ni la extensión del período durante el cual el remplazante se lo apropiaba subsecuentemente incidían sobre las probabilidades y la velocidad de recuperación de la parcela por parte del macho territorial original.
El tiempo de ocupación de los territorios por parte de los remplazantes finales que eran desplazados por los propietarios liberados no difería de aquel de los que lograban mantenerse en posesión de estos. Además, los remplazantes finales no eran más exitosos conservando sus dominios cuando los residentes habían sido mantenidos en cautiverio más largamente. Con respecto a la velocidad con la que los machos territoriales reconquistaban sus parcelas, contrario a cualquier predicción, los remplazantes finales eran desplazados más rápido por los propietarios que habían permanecido más tiempo en cautividad. A su vez, aquellos que habían ocupado territorios por más tiempo también tendían a ser desalojados con mayor rapidez. Ni la cantidad de machos removidos de una parcela ni la pérdida de peso por parte de los residentes se correlacionaban significativamente con la velocidad con la que los remplazantes finales perdían el control de sus dominios.
El estudio arrojó un resultado contrario a la intuición, pues lapsos más largos de cautiverio ayudaban a los machos territoriales a reclamar sus territorios más rápidamente. Sin embargo, entre los propietarios exitosos, una cautividad más prolongada estaba asociada con una menor pérdida de peso. Aunque esta relación no era significativa, sugiere que los residentes exitosos se habrían aclimatado al aviario y a partir de allí sus pesos habrían comenzado a recuperarse. Cuando eran liberados tras esta etapa de aclimatación, estaban en mejor forma para recobrar sus parcelas de lo que habrían estado si hubieran sido puestos en libertad poco después de su captura.
Con respecto al RHP, cabe mencionar que la pérdida de peso durante el período de cautiverio no había sido distinta entre los propietarios que lograban recuperar el control de sus dominios y aquellos que no. La pérdida de peso promedio era de aproximadamente un 12% para ambas categorías. Incluso si bien los machos exitosos necesitaban más tiempo para recuperar sus territorios cuando habían perdido más peso, esta relación no era fuerte.

#### Efecto de la cantidad de vecinos y la inversión reproductiva
Cuantos más vecinos tenga un macho, más probable será que alguno de ellos sea un vecino familiar. A su vez, los residentes deberían beneficiarse de haber demarcado límites territoriales bien establecidos con sus vecinos, más allá de que se hayan familiarizado o no entre sí en años anteriores. Por lo tanto, un propietario debería tener más éxito en el reclamo de su parcela si tiene una mayor cantidad de vecinos. Empero, el número de vecinos de los machos territoriales tampoco influía sobre su éxito respecto de la recuperación de sus dominios, ni había relación entre el tiempo requerido por los residentes exitosos para reclamar sus territorios y su cantidad de vecinos.
Al comparar el éxito de los propietarios en el reclamo de sus parcelas originales en desmedro de remplazantes que anteriormente habían sido machos no territoriales o vecinos del residente que habían anexionado a sus dominios el territorio liberado, se encontró que la proporción de parcelas que los propietarios recuperaban de machos previamente no territoriales era similar a aquella reclamada a vecinos. Esto indica que los machos anteriormente no territoriales y los vecinos constituían remplazantes igualmente tenaces.
Según la hipótesis de la asimetría en el valor del territorio, los machos territoriales capturados después de haber fecundado los huevos en sus dominios y liberados cuando los polluelos aún se encontraban en ellos deberían haber sido más exitosos en la posterior recuperación de su parcela que aquellos removidos antes del comienzo de la reproducción y liberados después de que el remplazante final hubiera fecundado los huevos. A su vez, este efecto debería haberse visto magnificado con un creciente tamaño de los harenes. Sin embargo, las probabilidades y la velocidad de recuperación del territorio por parte del macho territorial eran las mismas sin importar el tamaño de su harén o si era o no el padre probable de los polluelos nacidos en sus dominios. Así, no se encontró evidencia de que la inversión reproductiva incidiera sobre la dominancia territorial.

#### Irrelevancia de los anteriores factores
Aunque estos hallazgos son consistentes con la idea de que las asimetrías en el valor de un territorio son irrelevantes en el resultado de las reyertas, son inconsistentes con el corolario de la misma respecto de que los individuos no territoriales deberían convertirse en «forajidos» y luchar ferozmente por dichas parcelas. Se ha argumentado que las asimetrías en el valor de un recurso deberían ser intrascendentes en cuanto a la predicción del resultado de confrontaciones por recursos intrínsecamente valiosos, lo cual concuerda con el hecho de que ni la cantidad de tiempo que un macho territorial había estado alejado de sus dominios, ni el número de vecinos que solía tener, ni la inversión reproductiva que había hecho fueran de importancia en la recuperación de los territorios por parte de los propietarios originales capturados y liberados días más tarde. Por otro lado, también se ha sugerido que si el éxito reproductivo solo puede ser asegurado a través de la obtención de una parcela y si las desocupaciones de territorios son poco frecuentes, los machos no territoriales deberían volverse «forajidos» y pelear con ferocidad de ser necesario. Sin embargo, es raro que un macho no territorial se torne agresivo en contiendas por la propiedad de una parcela.
Los forajidos podrían incurrir en algún perjuicio —heridas o muerte— si se involucran en disputas violentas con los residentes, pero, de tener éxito, disfrutarían la ventaja de conseguir un territorio antes que un «pacifista». En cambio, el pacifista no debería enfrentar costo alguno derivado de la propia adquisición de una parcela, pero tendría que vivir lo suficiente como para encontrar un territorio desocupado. Dada la tasa de retorno de los machos a las mismas parcelas reproductivas entre dos años consecutivos —52% en un estudio de seis años en el este de Ontario—, parece probable que un pacifista que sobreviva hasta la siguiente temporada tenga grandes probabilidades de encontrar un espacio libre. Si los pacifistas tienen solo las mismas posibilidades de supervivencia anual que los machos territoriales —es decir, alrededor del 50%—, su estrategia podría ser demasiado costosa como para prevalecer, incluso si llegara a darse el caso de que todos los pacifistas sobrevivientes consiguieran un territorio. Sin embargo, los pacifistas no incurren en ninguno de los costos reproductivos de los machos territoriales y por lo tanto podría ser que sobrevivieran a una tasa bastante mayor al 50% anual.

#### Importancia de la asimetría arbitraria
Si la propiedad territorial no depende de asimetrías en el RHP o en el valor del territorio, es probable que los machos no territoriales ubiquen y reclamen parcelas desocupadas de manera oportunista, pues estas oportunidades se darán independientemente de la calidad del hábitat. Si el primer macho no territorial en detectar un espacio libre se convierte en su propietario, el éxito reproductivo masculino sería predecible sobre la base de las habilidades de descubrir territorios desocupados. Después de que un macho no territorial haya localizado una de estas parcelas, otros machos no territoriales respetarían la propiedad territorial porque no querrían correr el riesgo de sufrir una herida en un altercado. Esto implicaría que, una vez que un espacio libre es reclamado, la regla arbitraria de que «el propietario le gana al intruso» mantendría la dicotomía territorial-no territorial. No obstante, esta asimetría arbitraria no da cuenta de los resultados de los experimentos realizados, pues los residentes originales puestos en libertad no respetaban el recientemente adquirido estatus de propietario de los remplazantes. La tasa de éxito de aproximadamente un 50% de los machos territoriales liberados en la recuperación de sus dominios encaja con la expectativa de una «guerra simétrica de desgaste» en la que los contendientes estén a un mismo nivel y en la que ambos asuman que son los dueños del territorio. Los experimentos de removimiento forzaron a los residentes a ausentarse de sus parcelas por períodos más prolongados de lo que ocurre en la naturaleza y estas situaciones artificiales incrementaron la frecuencia de las guerras de desgaste.
Debido a que los machos adultos territoriales y no territoriales no difieren en su RHP, el hecho de que los remplazantes mantenidos en cautiverio no reivindicaran sus dominios en perjuicio de los remplazantes finales, como sí lo hacían los propietarios originales, no puede ser atribuido a una inferioridad competitiva. Sin embargo, los remplazantes conservados en cautividad diferían tanto de los residentes como de los remplazantes finales en el tiempo de tenencia de los territorios. La incapacidad de aquellos de recuperar las parcelas de las que habían sido removidos pudo haber sido consecuencia de no haber estado en posesión de las mismas el suficiente tiempo para consolidar su dominancia territorial y, por lo tanto, de no estar dispuestos a participar en guerras simétricas de desgaste con los propietarios originales y los remplazantes finales.
En circunstancias naturales, la asimetría arbitraria de macho territorial-no territorial podría ser suficiente para perpetuar dicha dicotomía de estatus, especialmente si la estrategia del forajido es menos provechosa que respetar la asimetría arbitraria y simplemente aguardar a que surja la oportunidad de reclamar un territorio. Esto implica que la competencia por las parcelas es de menor importancia para los tordos sargento machos que los rigurosos requisitos para sobrevivir hasta la adultez, detectar un espacio desocupado y mantener una condición física mínima necesaria para conservarlo.

### Evidencia a favor de la hipótesis de la asimetría de valor
En dos experimentos de removimiento de machos territoriales en el este de Washington, se encontró que el tiempo de ocupación de la parcela sí influía sobre la dominanción territorial. Cuando los propietarios eran mantenidos en cautiverio por solo siete a 49 horas, el 91% de ellos —50 de 55— recuperaba sus dominios —bien cuando eran puestos en libertad o bien durante los siguientes días o semanas—, mientras que solo el 16% —4 de 25— lo lograba después de entre seis y siete días de cautividad. El éxito de los machos que habían estado en cautiverio por más tiempo ascendía a un 73% —8 de 11— cuando a sus remplazantes se les había permitido permanecer en las parcelas durante solo dos o tres días, lo que sugiere que estos requieren tres días o más en un territorio para consolidar su dominancia. Dichos resultados contrastan marcadamente con la tasa de éxito en la recuperación de las parcelas de un 48% entre los machos territoriales del estudio en el sudeste de Ontario tras un período de cautividad de dieciséis días en promedio y de que los remplazantes finales hubieran ocupado sus dominios durante un promedio de ocho días.
El hecho de que en Washington los remplazantes renunciaran a sus territorios ante la insistencia de los propietarios originales después de haber estado en posesión de ellos por solo dos a tres días pero no cuando se los habían apropiado durante siete sugiere que en el primer caso las parcelas carecían de suficiente valor para aquellos como para disputárselos a los residentes, mientras que en el segundo el valor de estos se habría incrementado. A diferencia de los experimentos en Ontario, estos resultados apoyan la hipótesis de la asimetría de valor como explicación de la dominancia territorial y proporcionan evidencia de que en las aves las diferencias en la profundidad del conocimiento sobre o en la inversión en un área y la concomitante disposición a confrontaciones por ella contribuyen a la dominancia territorial.